# Teenage Cancer Trust
Teenage Cancer Trust (TCT) é uma fundação de caridade que tem por objetivo primordial suprir as necessidades de adolescentes e pós-adolescentes britânicos com câncer, leucemia e outras doenças similares. A fundação projeta e constrói unidades especiais em hospitais para os jovens e fornece apoio e informação para os pacientes, suas famílias, escolas e profissionais de saúde.
A TCT organiza vários eventos para arrecadar fundos, sendo o mais conhecido deles um concerto anual realizado no Royal Albert Hall em Londres. A fundação está em fase de desenvolvimento de projetos internacionais; uma filial já existe na Austrália, a CanTeen.